# Abercraf
Abercraf (anche: Abercrave) è un villaggio della contea di Powys, nel Galles. È situato nell'estremo sud della contea, in una zona un tempo ricca di attività minerarie, nella valle superiore di Swansea, quattro chilometri a nord-est della cittadina di Ystradgynlais.
Poco distante vi sorgono la catena montuosa ed il parco nazionale dei Brecon Beacons (Bannau Brycheiniog in lingua gallese) ed il Geoparco di Forest Fawr.
Il villaggio è sede di diverse istituzioni, fra cui una scuola prima, una società sportiva di rugby (Abercraf RFC), una stazione dei pompieri e luoghi che testimoniano del passato minerario della zona. I pozzi di carbone della vicina Caehopcyn hanno cessato la produzione negli anni sessanta, anche se la miniera di carbone a cielo aperto di Nant Helen continua a funzionare.
Abercraf si trova ai pendii del rilievo montuoso di Cribarth, noto per il profilo detto dello  Sleeping Giant (Gigante dormiente) chiaramente visibile dalla strada principale A4067.
Nel vicino castello Craig-y-Nos morì nel 1919 la cantante lirica Adelina Patti.